# Лунница

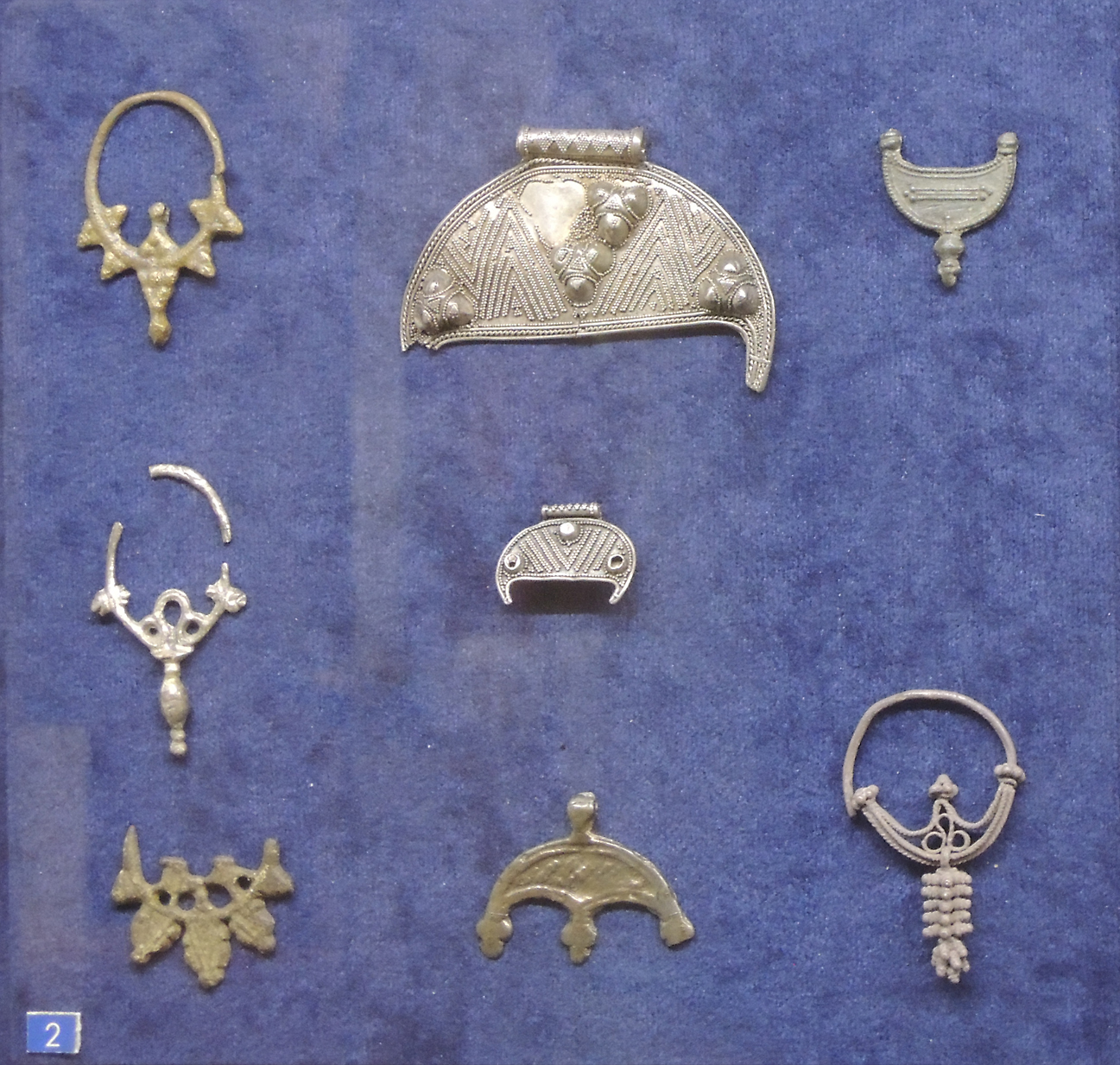
Лунницы (средний вертикальный ряд) и другие украшения

Лу́нница — бронзовое, серебряное, реже золотое украшение в виде полумесяца. Отличается большим разнообразием форм, декора, ювелирных техник, приёмов и значения в составе костюма. Составляет элементы различных предметов личного убора. Форму лунниц могли иметь серьги, нагрудные подвески, металлические детали головного убора и другие. Один из самых распространённых типов украшений. Лунницы известны с позднего бронзового века. Были в обиходе у многих земледельческих народов Европы и Азии, включая Древний Египет. В Восточной Европе имели распространение ещё до широкого расселения славян. Отражают почитание луны, связанное с культом плодородия. В рамках христианской культуры связаны с почитанием Богородицы. В Древней Руси бытовали в X — первой половине XIV века. Хронологическая лакуна второй половины XI века на Троицком раскопе в Новгороде указывает на сакральное значение привесок-лунниц как языческих амулетов в X — первой половине XI века и утрату их первоначального значения к началу XII века. До настоящего времени лунницы сохраняются в составе национального костюма у некоторых народов Индии.

## Распространение
Лунницы имели распространение на Древнем Востоке, в более позднее время — в различных странах Азии, в Римской империи. В Средние века бытовали в странах Западной Европы, на Руси, в Моравии, Польше, Хорватии. Характерны уже для дославянских культур, в частности для дьяковской культуры на территории Московской области. В Древней Руси лунницы были одним из наиболее распространённых типов подвесок. Большее распространение имели только нательные кресты. Известны лунницы с крестом, а также древнерусские лунничные височные кольца. Свидетельства использования лунничных амулетов В. П. Даркевич видел во фразе митрополита Киевского Георгия: «аще кто целует месяц, да будет проклят».
Широкое распространение лунниц в X—XIII веках практически на всей славянской территории позволяло интерпретировать их как типично славянские украшения или амулеты, восходящие к общеславянским представлениям. Н. Хамайко отмечает, что археологические реалии оказываются иными. В достоверно языческих славянских древностях VI—VII веков двурогие лунницы или какие-либо их возможные прототипы отсутствуют. Появление двурогих лунниц оказывается связанным с проникновением в славянскую среду в конце VII — начале VIII веков комплекса филигранно-зернёных женских украшений (Залесский клад) в составе первой волны византийского влияния. Вторую волну влияния Хамайко связывает с падением Аварского каганата и формированием уже славянского раннегосударственного комплекса престижных филигранно-зернёных женских украшений Великой Моравии. Оттуда он был заимствован соседями — Русью и Польшей. На сложение древнерусских штампованно-филигранных лунниц оказали влияние ранние типы великоморавских зерненных лунниц, аналогичные лунницам найденным в Старом Месте.
Согласно выводам Хамайко, в X—XIII веках параллельно с видоизменением формы и декора, широкорогие лунницы вытесняются новыми типами — остророгими, круторогими, замкнутыми, крестовключёнными и др. Эти типы имеют прямые византийские прототипы, в свою очередь восходящие к римским лунницам III—IV веков. Эволюция лунниц может быть сравнима с распространением амулетов-змеевиков, число находок которых на территории Руси на несколько порядков превышает число их византийских прототипов.
В Средиземноморском регионе, в Западной и Северной Европе лунничные подвески в качестве охранительных амулетов бытовали и в XV—XX веках. Они имели распространение в Италии, Испании, Португалии, Голландии, Ирландии, на Балканах и в других странах.

## Историография и семантика
Лунницы часто считаются охранительными языческими амулетами. Личный убор, начиная с античной эпохи, воплощал «космический порядок», и лунница может рассматриваться как его составная часть.
В. В. Гольмстен была первой, кто комплексно рассмотрел проблему происхождения, периодизации и типологии древнерусских лунниц. Она считала эти украшения предметом арабского влияния и даже импорта. Гольмстен указывала на возможность апотропейной функции лунниц. А. В. Успенская отметила процесс эволюции форм лунниц и обратила внимание на их связь с культом луны. Б. В. Сапунов рассматривал крестовключённые лунницы как отражение древнерусского религиозного синкретизма.
Ж. Бланкофф выстраивает эволюционную цепь лунниц на территории Европы, начиная с бронзового века, и возводит их к малоазийским прототипам. Возникновение древнерусских лунничных украшений исследователь относит к догосударственному периоду и предполагает, что они были заимствованы из Византии посредством Крыма, на территории которого лунницы и литейные формы для их изготовления датируются VIII—IX веками. Сведя все лунницы Европы в единую традицию, Бланкофф выделяет их как языческий символ, бытовавший от эпохи бронзы до XIII века и в XI—XII веках трансформировавшийся в символ Богородицы.
Ж. Бланкофф и С. В. Пивоваров рассматривают связь древнерусских лунниц с почитанием Богородицы. Это предположение основывается на католическом иконографическом сюжете, в котором Святая Мария изображается на тонком серповидном полумесяце. Более древний тип католической иконографии Девы Марии именуется «Луна» (Luna). Образ известен с VII—VIII веков и становится распространенным в XI—XII веках.
Г. Атанасов обратил внимание на отсутствие лунниц в достоверно славянских археологических культурах VI—VIII веков на фоне их наличия у многих соседей, включая христианскую Византию. На основании этого исследователь высказал сомнение относительно языческой семантики славянских лунниц. С. С. Рябцева считает лунницы античным наследием и унифицирует их эволюцию от первых веков н. э. до эпохи развитого Средневековья в пределах Центральной и Восточной Европы. По мнению Н. В. Жилиной, декор филигранных лунниц отражал общеславянские языческие представления, но в X веке он в большей мере исполнял декоративную функцию, поскольку весь сканно-зернёный убор этого периода подчинялся идее престижности атрибутов древнерусской знати.
Серебряные штамповано-филигранные лунницы из богатых уборов обильно украшены зернью, отличаются большими размерами (шириной до 15 см) и тонкой работой. Но уже в середине X века их копируют литые образцы меньших размеров с имитацией орнамента. Широкое распространение литых бронзовых лунниц в рядовых восточнославянских погребениях конца X—XI веках позволила В. В. Седову отнести лунницы к обязательным элементам женского убора северян, вятичей, радимичей и ильменских словен. Этот факт часто интерпретируется как свидетельство важного значения лунниц в качестве символа в славянских языческих представлениях.
Хамайко считает, что наличие древнерусских лунниц в комплексах ожерелий вместе с христианскими символами позволяет усомниться в их понимании в качестве языческих амулетов. Если в слоях X века на территории Руси христианские артефакты единичны, то XI век — время активного их распространения, равно как и распространения христианской культуры в целом. По мнению Хамайко, в таких условиях было невозможным открытое использование языческих амулетов. Имеющуюся тенденцию постепенного исчезновения широкорогих лунниц на протяжении XI века она связывает с вытеснением языческих украшений. Богатый декор филигранных лунниц слабо соотносится с традиционной лунарной символикой. Они могли надеваться на любые праздники плодородия, свадьбы и др., со временем превратившись в традиционный тип украшений. Видоизменение старого славянского типа широкорогих лунниц в сторону разнообразных вариаций лунниц византийского происхождения («остророгие», «серповидные», «тонкорогие», «круторогие», «включённые», «замкнутые») отражало усиление влияния христианской византийской культуры, а также замену украшений со старым апотропейным назначением на новые, обладающие охранительной функцией уже в рамках христианского мировоззрения.
По мнению Б. А. Успенского, на Руси связь лунниц с луной и с язычеством хорошо осознавалась, о чём свидетельствуют древнерусские поучения против язычества. Исчезновение лунниц из обихода учёный объясняет тем, что полумесяц начал ассоциироваться с исламом.
Согласно результатам этнографических исследований в Испании, Италии и Португалии, охранительные функции лунничных амулетов, широко распространённых в этих странах вплоть до начала XX века, обычно связаны с образом Девы Марии. Сами эти амулеты здесь сохраняли типичные формы серповидных и остророгих лунниц, что привело В. Хильдбурга к выводу об их римских истоках. Связь лунниц с образом Мадонны исследователь объяснял иконографическими образами и упоминанием Богородицы и луны в Святом Писании.
Гольмстен указывала на использование серёг-лунниц в России ХІХ — начала XX веков в качестве апотропейных амулетов.

## Объединение с крестом
Известны древнерусские лунницы в одном ожерелье с крестами и подвески, объединяющие в себе лунницу и крест, которые принято интерпретировать в качестве свидетельств религиозного синкретизма, «двоеверия». Лунницы соседствуют с крестами уже в погребениях второй половины X века (например, погребение Ц-198 из Гнёздова 970-х годов). В XI веке эта тенденция в погребальных уборах сохраняется. В наборах второй половины XII века из погребений Каторска и Раглицы обнаружены остророгие лунницы,
соседствующие с нательными иконками Успения Богородицы и Спаса. Появление этих икон А. Е. Мусин связывает с распространением почитания Владимирской иконы Божьей Матери.
Согласно Б. А. Успенскому, сочетание креста и полумесяца вписывается в языческую космологическую символику: крест и полумесяц символизируют солнце и луну; но вместе с тем в христианской традиции луна символизирует Богородицу, в то время как солнце — Христа. Это толкование соответствует каноническим текстам и поддерживается ими: Христос именуется «Солнцем правды» или «Солнцем праведным» («sol justitiae» — Мал. IV, 2), а Богородица может связываться с апокалиптическим образом — «И явилось на небе великое знамение: жена, облеченная в солнце; под ногами ее луна, и на главе ее венец из двенадцати звезд» (Откр. 12:1). С этим же связана и иконография «Богоматери — Царицы Небесной», стоящей на луне, в западной традиции. Наглядно эти ассоциации видны в песнопении на Страстной неделе, на утренней службе в Великую субботу: «Заходиши подъ землю, Спасе, Солнце Правды; тѣмъ же рождшая тя Луна печальми оскудѣвает, вида твоего лишаема». Христос здесь представлен как солнце, заходящее под землю, а Богородица — как луна, Его родившая, которая оскудевает от скорби, лишаясь возможности Его видеть. Луна может ассоциироваться также с Церковью. Так, для Оригена сочетание солнца и луны символизирует соединение Христа с Церковью: «Христос есть Солнце Правды…, луна, то есть Церковь его, которая наполняется его светом…» (In Numeros homilia, XXIII, 5).